# Boubacar Diarra
Boubacar Diarra (* 15. Juli 1979 in Bamako) ist ein ehemaliger malischer Fußballspieler.

## Karriere

### Verein
Diarra begann beim AS Real Bamako in Mali mit dem Fußballspiel. Im Alter von 10 Jahren wechselte er zu Djoliba AC Bamako.
Mit achtzehn Jahren kam er dann 1997 zum SC Freiburg, mit dem er im Folgejahr in die Fußball-Bundesliga aufstieg. Für die Badener absolvierte er 228 Spiele und erzielte dabei zwei Tore. Zur Saison 2007/08 wechselte Diarra zum 1. FC Kaiserslautern. Nachdem er dort in der Hinrunde aufgrund von Verletzungen nur zu drei Einsätzen gekommen war, wechselte er zum Schweizer Klub FC Luzern.
In der Rückrunde etablierte sich Diarra umgehend als Stammspieler in der Innenverteidigung neben Dušan Veškovac. Dank Diarra war die Verteidigung des FCL in der Rückrunde (gemeinsam mit GC) die beste in der Super League und kassierte in achtzehn Spielen nur fünfzehn Gegentore, verglichen mit deren 34 in der Hinrunde.
Am 11. März 2010 wurde bekannt, dass Diarra mit sofortiger Wirkung zum chinesischen Erstligisten Liaoning Hongyun wechselt. Nach dem Ablauf seines Vertrags in China kehrte er nach Mali zurück und wechselte zum AS Bamako. Dort spielte er bis März 2013 und wechselte anschließend zur Union Sportive Bougouni, mit dem er 2013 die Coupe de la Confédération spielte.

### Nationalmannschaft
Für die malische Fußballnationalmannschaft absolvierte Diarra mindestens 15 Spiele und erzielte dabei einen Treffer.